# Rétinaculum des muscles extenseurs de la main
Le rétinaculum des muscles extenseurs de la main (ou ligament annulaire dorsal du carpe ou ligament annulaire postérieur du carpe ou ligament carpien postérieur) est un épaississement du fascia antébrachial qui maintient en place les tendons des muscles extenseurs de l'avant-bras.

## Description
Le rétinaculum des muscles extenseurs de la main est situé sur la face dorsale du poignet. Il s'étend obliquement en bas et médialement du bord latéral de l'épiphyse distale du radius à l'os triquétrum.
Le retinaculum est également attaché dans son passage à travers le poignet, aux crêtes des sillons des tendons des muscles extenseurs du radius.
Une expansion va se fixer sur la face antérieure du rétinaculum des fléchisseurs à proximité de l'os pisiforme.
Il forme six gaines synoviales distinctes pour les tendons des muscles qui sont de dehors en dedans :
- le muscle long abducteur du pouce et le muscle court extenseur du pouce,
- le muscle long extenseur radial du carpe et le muscle court extenseur radial du carpe,
- le muscle long extenseur du pouce,
- le muscle extenseur des doigts et le muscle extenseur de l'index,
- le muscle extenseur du petit doigt,
- le muscle extenseur ulnaire du carpe.

## Histologie
Le rétinaculum des muscles extenseurs de la main se compose de trois couches.
La couche la plus profonde est lubrifiée. Elle est constituée de cellules sécrétant de l'acide hyaluronique.
La couche intermédiaire épaisse est constituée de fibres d'élastine, de faisceaux de collagène et de fibroblastes.
La couche la plus superficielle est constituée de tissu conjonctif lâche qui contient les vaisseaux vasculaires.
La combinaison de ces trois couches crée une surface de glisse et un tissu mécaniquement résistant qui guide les tendons.

## Galerie

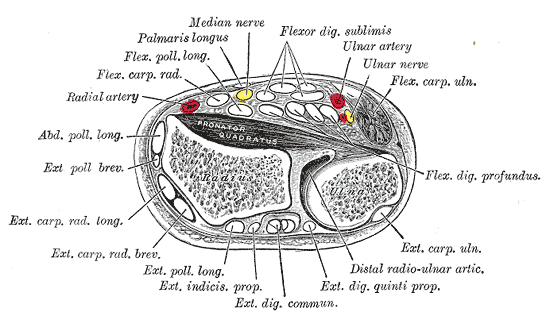
Coupe transversale à travers les extrémités distales du radius et du cubitus.
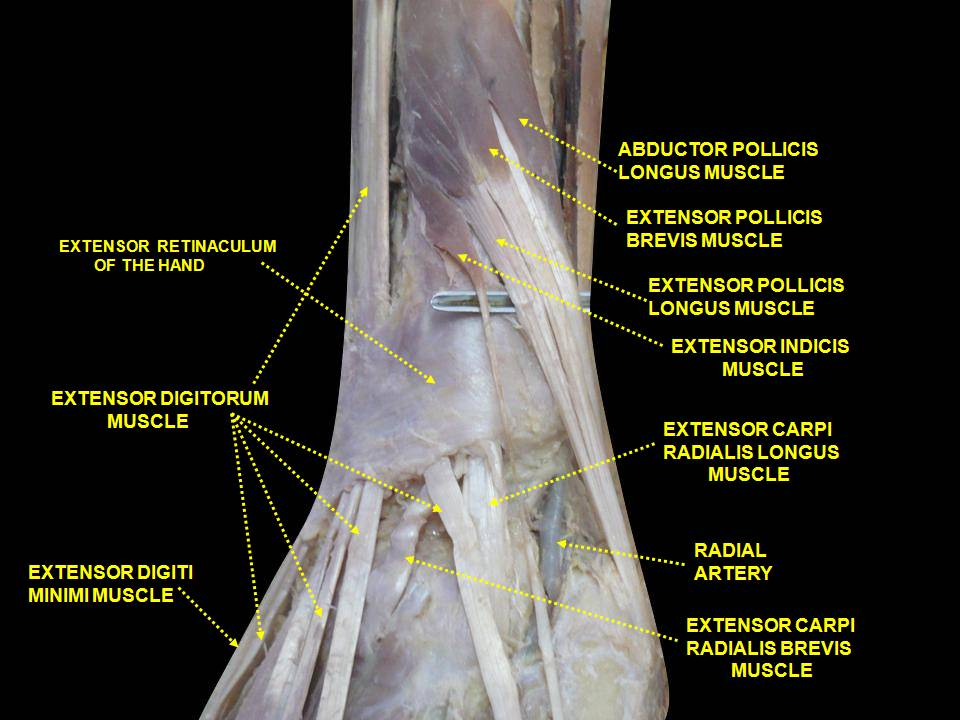
Rétinaculum extenseur de la main.Dissection profonde.